# Oxytropis pseudocoerulea
Oxytropis pseudocoerulea är en ärtväxtart som beskrevs av Pei Chun Qiong Li. Oxytropis pseudocoerulea ingår i släktet klovedlar, och familjen ärtväxter. Inga underarter finns listade i Catalogue of Life.